# Podolí (Vsetíni járás)
Podolí település Csehországban, Vsetíni járásban. Podolí Kateřinice, Rajnochovice, Loučka, Police, Mikulůvka, Oznice és Kunovice településekkel határos. Lakosainak száma 275 fő (2024. január 1.).

## Népesség
A település lakosságának változását az alábbi diagram mutatja:
| Lakosok száma | 334  | 383  | 348  | 309  | 237  | 218  | 250  | 259  | 271  | 275  |
|               | 1869 | 1890 | 1921 | 1950 | 1980 | 2001 | 2017 | 2019 | 2022 | 2024 |